# دانشگاه آینده مصر

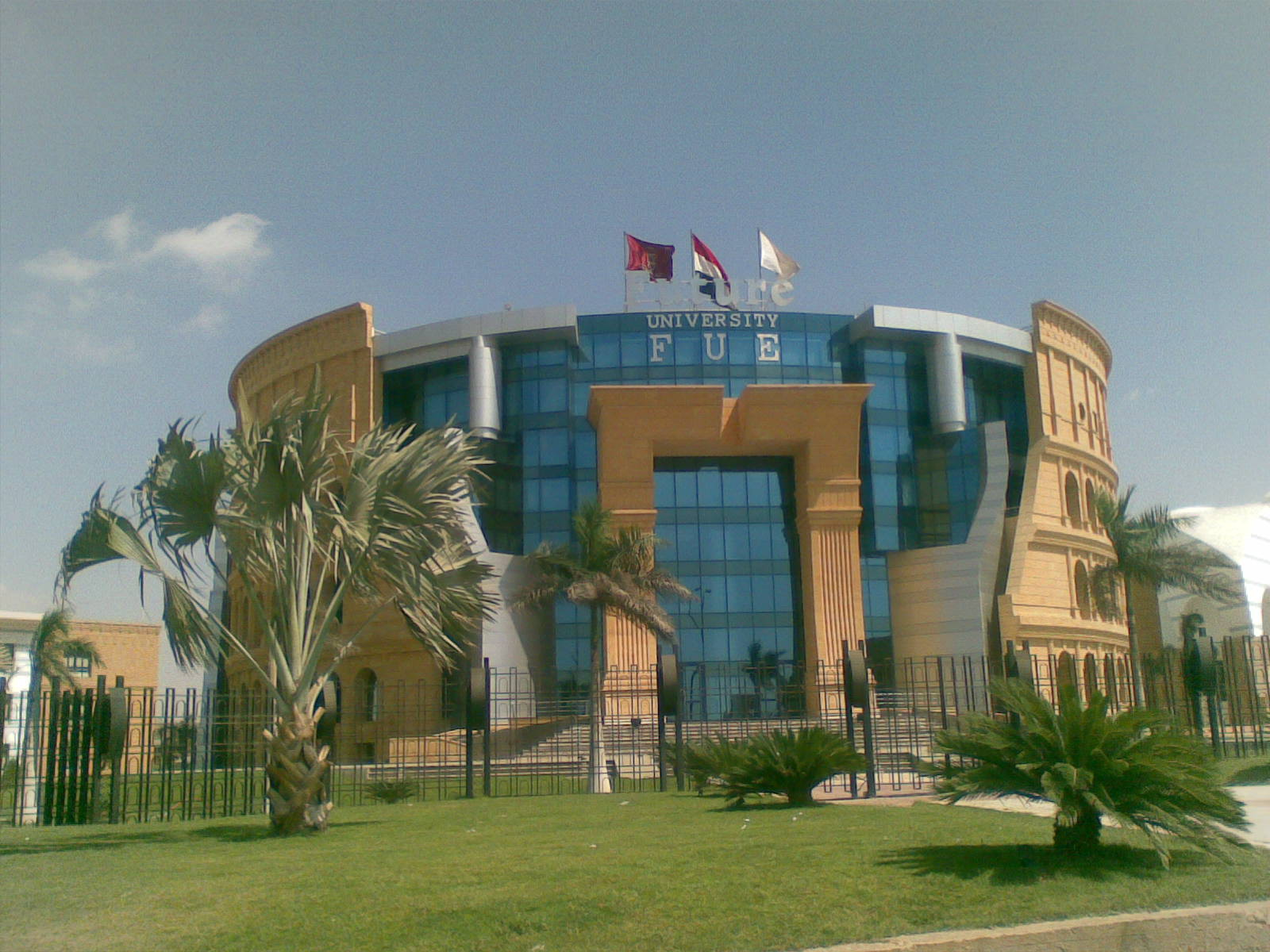
دانشگاه "آینده" در مصر: ساختمان اداری اصلی

دانشگاه آینده مصر (به عربی: جامعة المستقبل بمصر) (به انگلیسی: Future University in Egypt) با سرواژه اف‌یوای (به انگلیسی: FUE) یک دانشگاه در مصر است که در استان قاهره واقع شده‌است.